# Abutilon propinquum
Abutilon propinquum är en malvaväxtart som beskrevs av W. V. Etzg.. Abutilon propinquum ingår i släktet klockmalvor, och familjen malvaväxter. Inga underarter finns listade i Catalogue of Life.